# Romario Moise
Romario Florin Moise (sinh ngày 21 tháng 9 năm 1996) là một cầu thủ bóng đá người România thi đấu cho Astra Giurgiu ở vị trí tiền vệ.

## Đời sống cá nhân
Tên anh là Romario vì bố anh, có tên là Beckenbauer đặt theo cầu thủ bóng đá Đức Franz Beckenbauer, là người hâm mộ đội hình vô địch của Brasil tại Giải vô địch bóng đá thế giới 1994 và cầu thủ ưa thích của ông là Romário. Anh có một người em trai cũng chơi bóng và có tên Antonio đặt theo tên của cầu thủ bóng đá Ý Antonio Conte.